# Kempelen Farkas

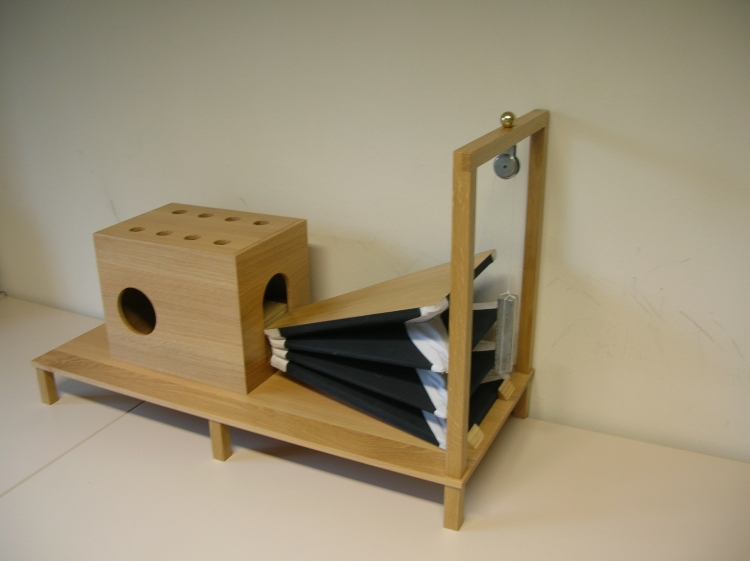
Kempelen beszélő gépének rekonstrukciója

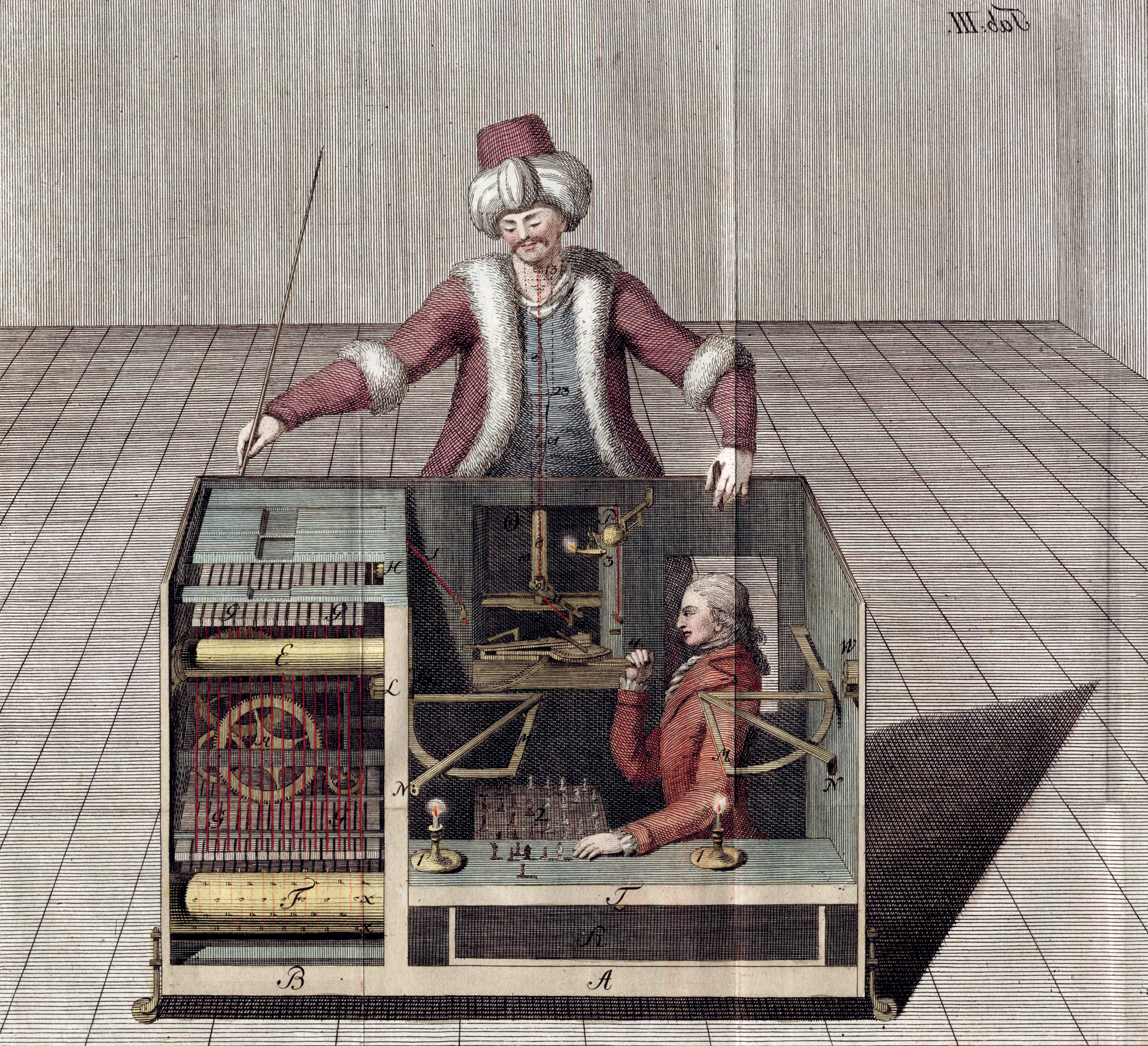
Kempelen Farkas sakkozógépe: A Török

Pázmándi Kempelen Farkas (Wolfgang von Kempelen de Pázmánd) (Pozsony, 1734. január 23. – Bécs, 1804. március 26.) a Habsburg Birodalomban széles körben elismert tudós és feltaláló, a 18. század legjelentősebb magyar polihisztora.

## Élete
A Wolfgangus Franciscus de Paula név alatt született a római katolikus felekezetű, nemesi származású Kempelen Farkas, aki nemes Kempelen Engelbert császári és királyi kamarai udvari tanácsos és Spindler Anna Rosina fia volt. Kempelen Engelbert, pozsonyi harmincados, neje és gyermekei, 1722. július 15.-én szerezték III. Károly magyar királytól az indigenatus-t, azaz a nemességük honosítását, Magyarországon. Kempelen Farkas a tanulmányait szülővárosában Pozsonyban, majd Győrben, Bécsben és Rómában végezte. Filozófiát, jogot tanult, a rézmetszést gyakorolta, de a matematika és a fizika is érdekelte.
Bécsben tanult jogot és filozófiát, majd ugyanitt tisztviselőként kezdett el dolgozni. 1767-ben mint Bácska telepítési kormánybiztosa, betelepítette a néptelenné vált területeket, selyemgyárakat létesített, faluközösségeket szervezett. 1770 táján – elsőként a világon – beszélőgépeket szerkesztett, melyek a belenyomott levegőt az emberi hanghoz hasonló levegőrezgésekké alakították át. Az egyetlen megmaradt példány ma a müncheni Deutsches Museumban van. A beszédkeltő gép élethű, működő mását Nikléczy Péter és Olaszy Gábor fonetikusok, beszédkutatók 2001-ben készítették el. A rekonstruált gép a Budapesti Műszaki és Gazdaságtudományi Egyetem Informatika épületének aulájában van kiállítva: 1117 Budapest, Magyar tudósok krt. 2. http://smartlab.tmit.bme.hu/kempelenkiallitas

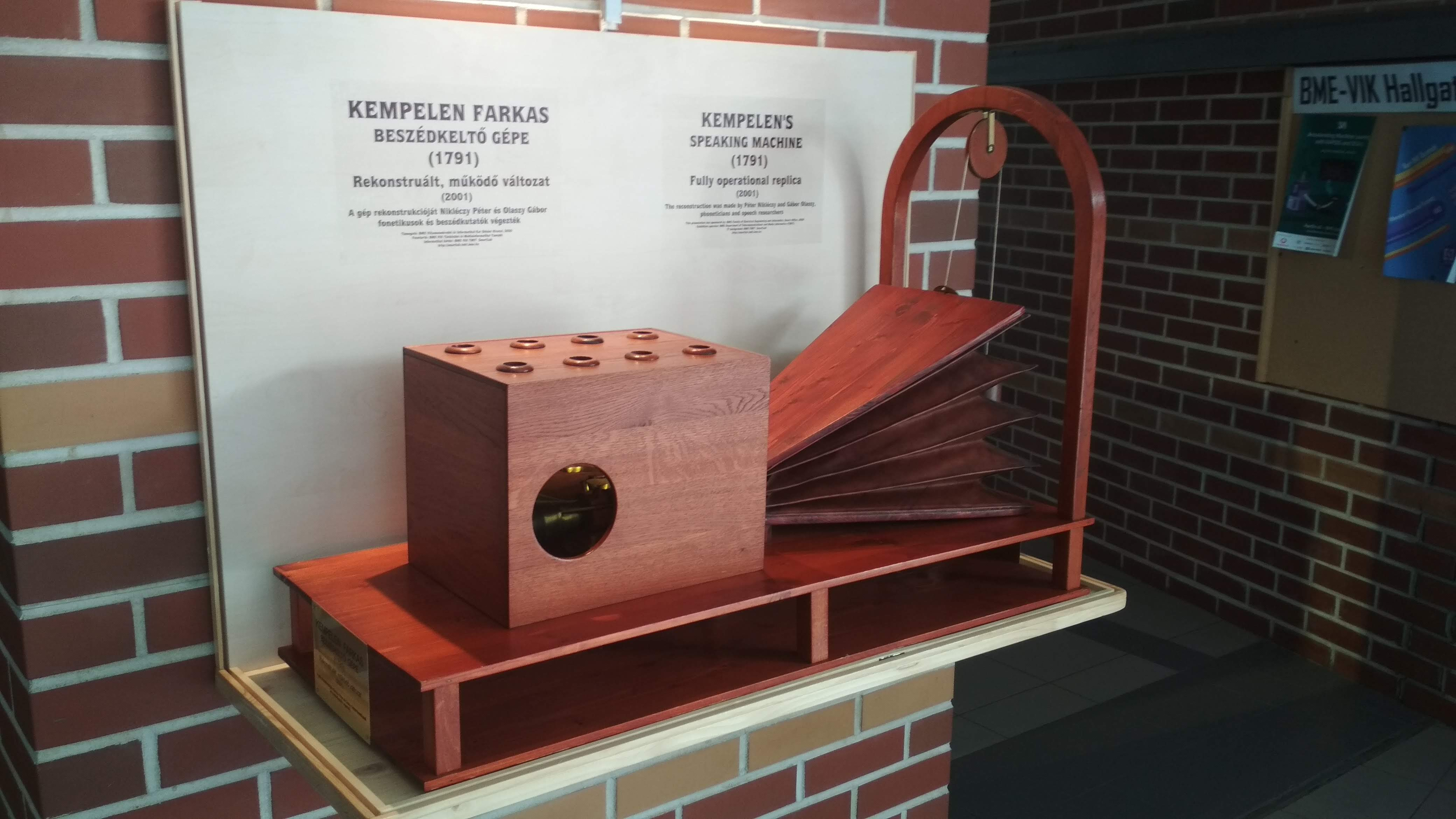
Kempelen Farkas beszédkeltő gépének 2001-ben Magyarországon készült replikája

Tanulmánya az emberi beszédről a modern fonetikai kutatások megalapozója (Mechanismus der menschlichen Sprache nebst der Beschreibung seiner sprechenden Maschine. Wien, 1791.).
Újabb találmánya volt a gőzkondenzátorral tervezett gőzgép, amelyet a bécsi Stubentornál állítottak fel. Buda vízellátásának javítására vízemelőt tervezett két szivattyúval. A Duna partján fúrt kutakból a mai Várkert Bazár helyén felállított lóhajtásos szivattyúk húzták fel a vizet. Kempelen megszerkesztette a gőzturbina ősét, és 1788-ban benyújtotta találmányát II. József császárhoz.
Másik híres találmánya a sakkozógép, melyet 1769-ben készített. A Török néven híressé vált gépben ugyan egy ember is el volt rejtve, de ez a találmány újszerűségéből keveset von le, hiszen az ember nem volt a közönség számára látható, hanem rafináltan elhelyezett tükrök és rések segítségével belülről tájékozódott. Ötvösként, költőként, íróként, és építészként is tevékenykedett (a budai vár egyes részeit ő építette újjá, ő tervezte a Várszínházat, a pozsonyi várban vízvezetékrendszert épített ki, és a schönbrunni szökőkutak is az ő alkotásai. Emellett nyomdai szedőládát, nyomtatógépet a vakok oktatásához és gőzgépet is készített. 1772-ben írógépet készített Paradis Teréz, a vak bécsi zongoraművésznő részére, mozgatható betegágyat épített a himlőben megbetegedett Mária Teréziának. Szegényen halt meg, mert I. Ferenc megszüntette támogatását, valószínűleg jakobinus kapcsolatai miatt.

## Házasságai és gyermekei
1762. május 2.-án vette el Pozsonyban a második feleségét, Bobelius Anna Mária úrhölgyet, aki társalkodóhölgy volt gróf Erdődy Jánosnál. A házasságból két gyermek született:
- Kempelen Károly (1771-1822) fogalmazó az udvari kamaránál. Neje Vinczperger Anna Mária.[6][7]

## Megjelenése a kultúrában
- A német nyelvben ma a getürkt szóval a meghamisított dolgokat jelölik. Ennek egyik széles körben elterjedt magyarázata, hogy ez utalás lenne Kempelen Farkas „sakkozó” törökjére, az automata részét alkotó és a sakkfigurákat mozgató, törököt mintázó bábura.[8]
- 1976-ban Sakk, Kempelen úr! címmel Hajdufy Miklós rendezésében magyar tévéfilmsorozat készült Sinkovits Imre főszereplésével.[9]
- Kempelen Farkas életéről és munkásságáról Szalatnai Rezső írt nagyszerű történelmi regényt, „Kempelen a varázsló” címmel. A kötet újabb kiadása 2004-ben jelent meg a magyar könyvpiacon.
- 2007 áprilisában a budapesti Műcsarnokban kiállítást rendeztek munkásságáról, ahol a sakkozógép rekonstruált másolatát is bemutatták.
- Az Amazon.com létrehozott egy crowdsourcing szolgáltatást Amazon Mechanical Turk néven. Az elnevezés Kempelen sakkozógépére utal.
- Az Időfutár nevű magyar ifjusági kalandregény-sorozat cselekményének egyik alkotórésze Kemplen Farkas és a munkássága, kiváltképpen a Sakkozó Török.[10]
- Kempelen Farkas életrajzot Kőszegi Imre és Pap János 1955-ben adott közre, ill. 2019-ben jelent meg Gárdos Péter: Királyi játék - Ez a játszma vérre megy c. műve.
- 1769-ben hangszintetizátort kezdett építeni, amit 1782-ben mutatott be először. Ez a gép ugyan nem volt programozható, billentyűkkel és nyílások (csövek) ujjal való befogásával, illetve egyéb mechanikus módokon kézileg lehetett vezérelni, és mechanikus elveken alapult (fabillentyűkből és faházból, fémből álló hangképző „szervekből” és egy bőrből, később gumiból készült légtölcsérből állt), de megmutatta, hogy olyan komplex feladatokat is lehet gépileg szimulálni, mint az emberi hang képzése. A gép szótagokat és rövid szavakat tudott „kimondani” (bár a kezeléséhez sok gyakorlás kellett). Több mint 100 évig senki sem tudott Kempelenénél jobb hangszintetizátort építeni.